# Celliers de Štubik
Les celliers de Štubik (en serbe cyrillique : Штубичке пивнице ; en serbe latin : Štubičke pivnice) sont des celliers situés sur le territoire du village de Štubik, près de Negotin, en Serbie. Ils sont inscrits sur la liste des entités spatiales historico-culturelles d'importance exceptionnelle de la République de Serbie. Ces celliers, en même temps que ceux de Rajac et de Rogljevo, ont été présentés pour une inscription au patrimoine mondial de l'UNESCO.

## Présentation
Štubik est situé à environ 5 km de Negotin, à proximité du monastère de Bukovo, sur la route qui mène à Donji Milanovac. Le village a compté jusqu'à 400 celliers, dont certains appartenaient aux villages voisins de Jasenica et de Šarkamen ; au milieu du XXe siècle, on n'en comptait plus que 260 et leur nombre est aujourd'hui réduit à une quarantaine, voire à une trentaine. L'importance de cet ensemble témoigne du nombre de kafanas et de boucheries qui travaillaient à l'époque à Štubik et à Karbulovo.
Les celliers de Štubik présentent des différences notables avec ceux de Rajac et de Rogljevo ; au lieu d'être concentrés dans le village, ils sont dispersés sur son territoire, situés sur deux collines séparées par une route régionale ; ils sont constitués d'un rez-de-chaussée en bois enduit de mortier et autrefois dotés d'un porche et d'un oriel qui ont le plus souvent disparu ; la cave est construite en pierres de taille et le toit est recouvert de tuiles.
Le manque d'entretien et la disparition des vignes dans la région ont accéléré la dégradation de ces celliers,.